# جورج بليك
جورج بليك (بالإنجليزية: George Blake)‏ (المولود تحت اسم جورج بيهار في 11 نوفمبر 1922) هو جاسوس بريطاني مزدوج عمل للاتحاد السوفيتي. أصبح شيوعيًا وقرر العمل لدى المخابرات السوفيتية أثناء سجنه خلال الحرب الكورية. اكتشف في عام 1961 وحكم عليه بالسجن لمدة 42 سنة، هرب من السجن في عام 1966 وفر إلى الاتحاد السوفيتي. لم يكن واحدًا من جواسيس كامبريدج الخمسة، على الرغم من ارتباطه بدونالد ماكلين وكيم فيلبي بعد الوصول إلى الاتحاد السوفيتي. تلقى تعليمه في كلية داونينج، كامبريدج.

## بداية حياته

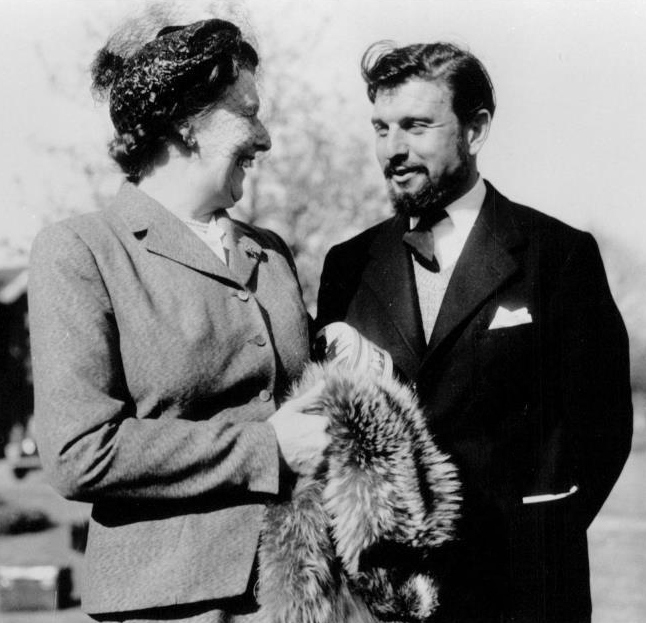
بليك مع والدته عند عودته إلى المملكة المتحدة في عام 1953

وُلد بليك في روتردام بهولندا عام 1922، وهو ابن لأم هولندية بروتستانتية، وأب يهودي سفاردي كان بريطانيًا متجنسًا. سمي جورج تيمنا باسم الملك جورج الخامس ملك المملكة المتحدة. خدم والده ألبرت بيهار في الجيش البريطاني في الحرب العالمية الأولى. بينما حصل والده على وسام الخدمة الجديرة بالتقدير، قام بحكاية قصص خدمته الحربية البطولية وسردها لزوجته وأطفاله، كما أخفى خلفيته اليهودية حتى وفاته. عاش بليك وعائلته حياة مريحة في هولندا حتى وفاة والده في عام 1936. تم إرسال بليك البالغ من العمر ثلاثة عشر عامًا للعيش مع عمة ثرية في مصر، حيث واصل تعليمه في المدرسة الإنجليزية في القاهرة. وقد درس في كلية داونينج في جامعة كامبريدج لقراءة اللغة الروسية.
أثناء وجوده في القاهرة، كان قريبًا من ابن عمته هنري كوريل، الذي أصبح فيما بعد زعيمًا للحركة الشيوعية الديمقراطية للتحرير الوطني. في عام 1991، قال بليك إن لقاءه مع كورييل، الذي كان يكبره بعشر سنوات وكان بالفعل ماركسيًا، والذي ساهم في تشكيل وجهات نظره في الحياة اللاحقة.
عندما اندلعت الحرب العالمية الثانية، عاد بليك إلى هولندا. في عام 1940، غزت ألمانيا وسرعان ما هزمت الجيش الهولندي. اُعْتُقِل بليك لكنه أطلق سراحه لأنه كان في السابعة عشرة من عمره فقط. وانضم إلى المقاومة الهولندية كساعي للبريد. في عام 1942، هرب من هولندا وسافر إلى بريطانيا عن طريق بلجيكا ثم فرنسا ثم إسبانيا ثم جبل طارق، ووصل إلى لندن في يناير 1943. وهناك، تم لم شمله مع والدته وأخواته الذين فروا في بداية الحرب. في عام 1943، قررت والدته تغيير اسم العائلة من بيهار إلى بليك.

## أنشطة التجسس

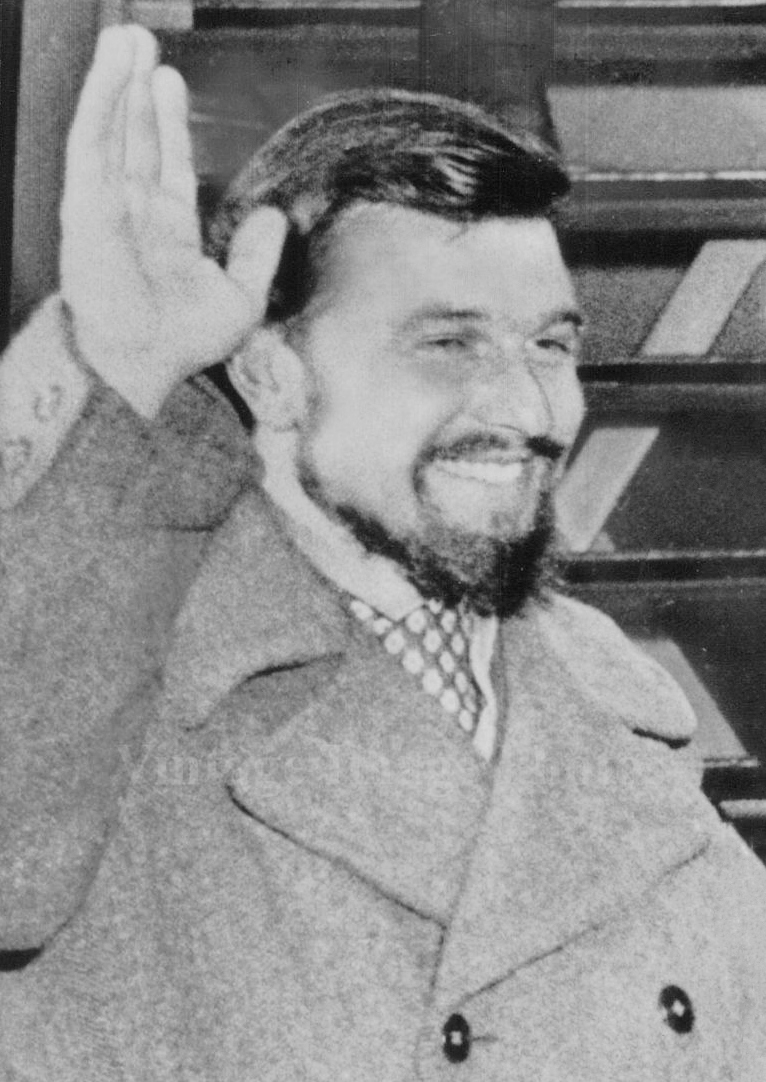
بليك بعد عودته من كوريا عام 1953

بعد وصوله إلى بريطانيا، انضم بليك إلى البحرية الملكية كملازم ثان قبل أن يُجَنَّد من قبل الاستخبارات البريطانية السرية (MI6) في عام 1944. لبقية الحرب، كان يعمل بليك في القسم الهولندي. كان ينوي الزواج من سكرتيرة جهاز MI6، آيريس بيك، لكن عائلتها منعت الزواج بسبب الخلفية اليهودية لبليك وانتهت العلاقة. في عام 1946، تم إرساله إلى هامبورغ وتم تكليفه باستجواب أفراد الغواصة الألمانية «يو-بوت». في عام 1947، أرسلت البحرية بليك لدراسة اللغات، بما في ذلك الروسية، في كلية داونينج، كامبريدج، حيث كان من ضمن زملائه الطلاب محلل السياسة الخارجية المستقبلي مايكل مكجواير [الإنجليزية]. تم إرساله بعد ذلك ضمن الوفد البريطاني الرسمي في سول، كوريا الجنوبية، تحت الاسم المستعار فيفيان هولت، ووصل في 6 نوفمبر 1948. تحت غطاء منصب نائب القنصل، كانت مهمة بليك هي جمع معلومات استخبارية عن كوريا الشمالية الشيوعية والصين الشيوعية والاتحاد السوفييتي.
اندلعت الحرب الكورية في 25 يونيو 1950، وسقطت عاصمة كوريا الجنوبية بسرعة في يد الجيش الشعبي الكوري المتقدم في الشمال. بعد أن دخلت بريطانيا الحرب في صف الجنوبيين، تم أسر بليك والدبلوماسيين البريطانيين الآخرين. في أثناء الحرب، تم نقل بليك والآخرين شمالًا، أولاً إلى بيونغ يانغ ثم إلى نهر يالو. بعد رؤيته لقصف كوريا الشمالية، وبعد قراءة أعمال كارل ماركس وآخرين خلال احتجازه لمدة ثلاث سنوات، أصبح شيوعيًا.
في اجتماع سري تم ترتيبه مع حراس سجنه، عرض خدماته للتطوع للعمل في التجسس لصالح الاتحاد السوفياتي. في مقابلة سُئل فيها بليك ذات مرة، «هل هناك حادثة واحدة أدت إلى اتخاذك لقرارك بالتحول للمعسكر السوفييتي؟»، ورد بليك، «كان القصف الذي بلا هوادة للقرى الكورية الشمالية الصغيرة من قبل سلاح الطيران الأمريكي الهائل. وكيف كان يقتل النساء والأطفال والشيوخ لأن ذنبهم فقط هو أن أبنائهم الشباب كانوا في الجيش الكوري الشمالي. ربما كنا ضحايا لأنفسنا. لقد جعلني أشعر بالخجل من الانتماء إلى هذه البلدان المهيمنة والمتفوقة تقنياً التي تقاتل ضد ما بدا لي أشخاصًا عُزل. شعرت أنني كنت في الجانب الخطأ. أنه سيكون من الأفضل للبشرية إذا ساد النظام الشيوعي، وأنه سيضع نهاية للحرب».
بعد إطلاق سراحه في عام 1953، عاد بليك إلى بريطانيا كبطل، وهبط في قاعدة أبينجدون الجوية العسكرية. في أكتوبر 1954، تزوج بليك من سكرتيرة جهاز MI6 جيليان ألان في كنيسة في لندن، وفي عام 1955، أرسله جهاز MI6 للعمل في برلين، حيث كانت مهمته تجنيد الضباط السوفييت كعملاء مزدوجين. لكنه أبلغ أيضًا جهات اتصاله في جهاز الكي جي بي «جهاز الاستخبارات الروسي»، بتفاصيل العمليات البريطانية والأمريكية، بما في ذلك «عملية الذهب»، حيث تم استخدام نفق في برلين الشرقية للتجسس على خطوط الهاتف التي يستخدمها الجيش السوفييتي. لم يداهم جهاز الاستخبارات الروسي النفق إلا بعد مرور عام، كوسيلة لحماية بليك ولضمان عدم كشفه. حتى تم اكتشاف خيانة بليك، بعد بضع سنوات، صنف اكتشاف عملية الذهب كنجاح باهر للاستخبارات الروسية.
يُدعى أنه خلال تسع سنوات من خيانة بليك، قام بليك بتسليم تفاصيل حوالي أربعين عميلا تابعين لجهاز MI6 إلى الكي جي بي، مما أدى إلى تدمير معظم عمليات الجهاز في أوروبا الشرقية، على الرغم من أن هذا لا يزال غير مثبت. قال بليك في وقت لاحق عن هذا، «لا أعرف ما سلمته لأنه كان كثيرًا». في عام 1959 أصبح بليك على دراية شاملة برجل الاستخبارات الأمريكية داخل مديرية المخابرات الرئيسية الروسية، وبالتالي كان له دور فعال في فضح الرائد الذي في مديرية المخابرات الرئيسية «بيوتر سيميونوفيتش بوبوف»، الذي أعدم في عام 1960.

## الاكتشاف والإدانة
في عام 1961، سقط بليك تحت الريبة بعد الكشف عن حقيقته من قبل المنشق البولندي مايكل غولينيفسكي وآخرين. اعتقل عندما وصل إلى لندن بعد استدعائه من لبنان حيث كان قد التحق بمركز الشرق الأوسط للدراسات العربية. بعد ثلاثة أيام من استجوابه، أنكر بليك تعرضه للتعذيب أو الابتزاز من قبل الكوريين الشماليين. دون أن يفكر فيما كان يقوله، قال إنه انضم للسوفييت طواعية. ثم أعطى المحققين من جهاز MI6 اعترافًا كاملاً.
العقوبة القصوى لأي جريمة تجسس بموجب البند الأول من قانون الأسرار الرسمية البريطاني لعام 1911 هي 14 سنة، ولكن تم تقسيم أنشطته إلى خمس فترات زمنية واتهم فيها بخمس جرائم، وفي مايو 1961 بعد محاكمة سرية، حُكم عليه بالحد الأقصى مدة 14 عامًا متتالية في كل من ثلاث تهم بالتجسس لعدو محتمل و14 عامًا في نفس الوقت على التهمتين المتبقيتين -ما مجموعه 42 عامًا من السجن -من قبل رئيس القضاة اللورد باركر. وأفادت الصحف أن هذه الحكم تمثل سنة واحدة لكل عميل قُتل عندما خانه، على الرغم من أن هذا أمر مشكوك فيه. كانت أطول عقوبة (باستثناء فترات مدى الحياة) على الإطلاق أصدرتها محكمة بريطانية، حتى حُكم على نزار هنداوي بالسجن لمدة 45 عامًا لمحاولته تفجير طائرة تابعة لخطوط العال الجوية.

## الهروب من السجن

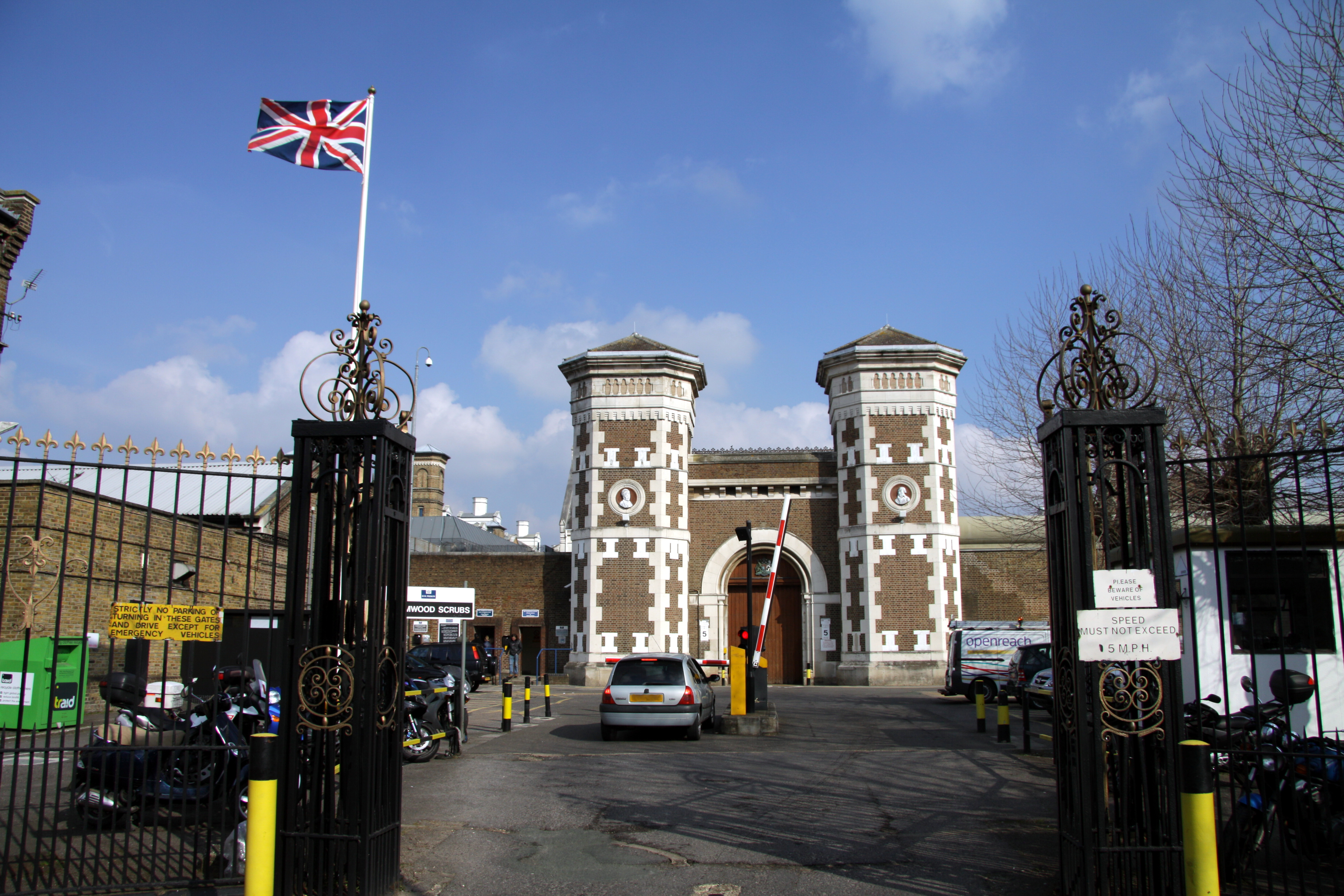
السجن في غرب لندن، الذي هرب منه بليك عام 1966

بعد مرور خمس سنوات على سجنه، هرب بليك بمساعدة ثلاثة رجال التقى بهم في السجن: وهم شون بورك واثنان من المناهضين للطاقة النووية، مايكل راندل وبات بوتل. كان بورك العقل المدبر للعملية، الذي اقترب أولاً من راندل فقط للحصول على مساعدة مالية في الهروب. أصبح راندل أكثر مشاركة واقترحوا إحضار بوتل في الخطة أيضًا، حيث اقترح على راندل بضم بليك في عام 1962 عندما كانا كلاهما في السجن. كانت دوافعهم لمساعدة بليك على الفرار هي اعتقادهم بأن العقوبة البالغة 42 عامًا كانت «غير إنسانية» وبسبب الإعجاب الشخصي لبليك.
قام بورك بتهريب جهاز اتصال لاسلكي إلى بليك للتواصل معه أثناء وجوده في السجن. في 22 أكتوبر 1966، حطم بليك نافذة في نهاية الممر حيث توجد زنزانته. ثم بين الساعة السادسة والسابعة مساءً، بينما كان معظم السجناء والحراس الآخرين في العرض الأسبوعي للأفلام، صعد بليك من النافذة، وانزلق إلى الشرفة وشق طريقه إلى الجدار المحيط. هناك، قام بورك، الذي تم إطلاق سراحه من السجن في وقت سابق، بإلقاء سلم مربوط في حبل من فوق الجدار. ثم استخدمه بليك للتسلق فوق الجدار وانطلقوا إلى أحد المنازل الآمنة. أثناء الهروب، كسر بليك رسغه أثناء قفزه من الجدار المحيط، ولكن بصرف النظر عن هذا، سار كل شيء وفقًا للخطة.
بعد الهروب، أصبح من الواضح أن المنزل الآمن لم يعد آمنا، حيث كان يتم تنظيفه من قبل المالك مرة واحدة في الأسبوع. بعد ذلك أمضى بليك عدة أيام في التنقل بين منازل أصدقاء راندل وبوتل. بعد ذلك، انتقل بليك وبورك مع بوتل، وظلوا معه بينما كانوا يستعدون لتخطي الجمارك. قاموا بتهريب بليك عبر القناة الإنجليزية في عربة نقل، ثم سافروا عبر شمال أوروبا وعبر ألمانيا الغربية إلى معبر حدود هيلمستيدت -مارينبورن. بعد أن عبر الحدود بأمان دون أن يتم كشفه، التقى بالأشخاص المكلفين بنقله في ألمانيا الشرقية وأكمل هروبه إلى الاتحاد السوفيتي.

## موسكو
في نوفمبر 1966، بدأت زوجته جيليان، التي أنجبت منه ثلاثة أطفال، إجراءات الطلاق ضده، وفي مارس 1967، منحت حكما قضائيا بطلاقها من بليك أثناء غيابه، وتم منحها حق حضانة أبنائهم الثلاثة، أنطوني، جيمس، وباتريك. تسبب هذا في الكثير من الحزن لبليك، على الرغم من أنه كان يعلم أن جيليان كانت ستكافح من أجل الاستقرار معه في الاتحاد السوفياتي.
في عام 1990، نشر بليك كتاب سيرته الذاتية بعنوان «لا خيار آخر»، وقد دفع له الناشر البريطاني للكتاب حوالي 60 ألف جنيه إسترليني قبل أن تتدخل الحكومة لمنع الناشر من الاستفادة من المبيعات. وفي وقت لاحق قدم شكوى تتهم الحكومة البريطانية بانتهاك حقوق الإنسان لأخذها تسع سنوات للبت في قضيته وحصل على تعويض قدره 5000 جنيه ‘سترليني من قبل المحكمة الأوروبية لحقوق الإنسان. في عام 1991، قام بليك بالشهادة عن طريق تسجيل الفيديو عندما تمت محاكمة راندل وبوتل لمساعدته على هروبه. والذين تمت تبرئتهم فيما بعد. في مقابلة مع قناة إن بي سي في عام 1991، قال بليك إنه يأسف لمقتل العملاء الذين خانهم.
تزوج بليك لاحقًا مرة أخرى في الاتحاد السوفيتي وأنجب المزيد من الأطفال. كما تصالح مع أبنائه الآخرين. في أواخر عام 2007، حصل بليك على وسام الصداقة الروسي في عيد ميلاده الخامس والثمانين من قبل فلاديمير بوتين. ألف بليك لاحقًا كتابا بعنوان «جدران شفافة» في 2006، وفقًا لما أوردته صحيفة (The View) اليومية. كتب سيرجي ليبيديف، مدير خدمة المخابرات الخارجية (SVR) في الاتحاد الروسي، في مقدمة الكتاب أنه على الرغم من أن الكتاب مخصص عن أشياء حصلت في الماضي، إلا أنه يتعلق بالحاضر أيضًا. كما كتب أن بليك، عقيد المخابرات الأجنبية البالغ من العمر 85 عامًا، «لا يزال يلعب دورًا نشطًا في شؤون المخابرات».
في عام 2012، احتفل بعيد ميلاده التسعين، حيث كان يعيش في موسكو على معاش الكي جي بي التقاعدي. كان بصره يضعف باستمرار وادعى أنه «أعمى». بقي ماركسي لينيني ملتزم. نفى بليك كونه خائنًا، وأصر على أنه لم يشعر أبدًا بأنه بريطاني: «للخيانة، يجب أن تنتمي أولاً. لم أكن أنتمي أبدًا».
بعد خمس سنوات، ظل بليك ملتزماً بروسيا والشيوعية. في بيان صدر في نوفمبر 2017، ادعى أن جواسيس روسيا لديهم الآن «المهمة الصعبة والحاسمة» لإنقاذ العالم «بوضع خطر الحرب النووية وما ينتج عن ذلك من تدمير ذاتي للبشرية مرة أخرى على جدول الأعمال الخاص بهم من قبل سياسيبن عديمي المسؤولية. إنها معركة حقيقية بين الخير والشر».

## وفاته
توفي جورج بليك في 26 ديسمبر 2020 عن عمر ناهز 98 عامًا في موسكو. وكانت وكالة أنباء نوفوستي قد أفادت أولًا بوفاة بليك، نقلًا عن خدمة المخابرات الخارجية (SVR). وجاء في البيان: «تلقينا بعض الأخبار المُرّة- توفي الأسطورة جورج بليك». وأعرب الرئيس الروسي فلاديمير بوتين، وهو نفسه عميل سابق في المخابرات السوفيتية، عن «تعازيه الحارة» لأسرة بليك وأصدقائه. في رسالة نُشرت على موقع الكرملين الإلكتروني، أشار الزعيم الروسي إلى «مساهمة بليك التي لا تقدر بثمن في ضمان التكافؤ الإستراتيجي والحفاظ على السلام على هذا الكوكب.» كما قال بوتين عن بليك، «كان الكولونيل بليك محترفًا لامعًا ذا حيوية وشجاعةٍ خاصة.»

## في الإعلام
تدور مسرحية "سيل ماتيس [الإنجليزية]"‏ (1995) لسيمون غراي حول بليك وشون بورك [الإنجليزية]. قام الإنتاج الأصلي ببطولة ستيفن فراي في دور بليك وريك مايول [الإنجليزية] في دور بورك. دخل الإنتاج في حالة اضطراب عندما انسحب فراي بعد مراجعةٍ سيئةٍ للمسرحية. خطط ألفريد هتشكوك لإنتاج فيلم، ذا شورت نايت [الإنجليزية]، مبنيٌ على بليك، لكنه توفي قبل القيام بذلك. في عام 2015، صنعت (BBC Storyville) فيلمًا وثائقيًا عن بليك وعمره 92 عامًا، والذي تضمن مقابلات مع بليك نفسه. كان عنوان الفيلم (Storyville: Masterspy of Moscow - George Blake)‏.